# Hobbymesse Leipzig
Die Hobbymesse Leipzig, bis 2023: modell-hobby-spiel ist eine Publikumsmesse mit den Schwerpunkten Modellbau, Modelleisenbahn, Spiel, Kreatives, Technik und Sport in Leipzig. Im Jahr 2024 nahmen 454 Aussteller aus 14 Ländern und 68.300 Besucher teil.

## Beschreibung
Die Messe findet seit 1996 auf dem Messegelände Leipzig statt. Aussteller sind Hersteller und Händler von Freizeitprodukten. Dazu zählen bekannte Markenhersteller, Hersteller von Kleinserien, Manufakturen und Fachhändler. An den Messeständen werden Neuheiten und aktuelle Kollektionen präsentiert. Ein großer Teil der Aussteller verkauft direkt auf der Messe oder nimmt Bestellungen auf. Neben den kommerziellen Firmen stellen sich bis zu 100 Vereine und Initiativen vor, die ihre Hobbys auf Aktionsflächen vorführen.
Die Hobbymesse Leipzig ist eine Erlebnismesse mit zahlreichen Angeboten zur aktiven Beteiligung. Es gibt rund 250 Workshops, Spielflächen, Teststationen, Bühnenprogramme und Präsentationen.
Bis 2023 fand die Messe unter dem Namen modell-hobby-spiel statt. Themen waren vor allem Modellbau, Modelleisenbahn, Kreatives und Spiel. Inzwischen haben auch andere Freizeittrends ihren Platz auf der Messe, darunter technische Hobbys, Robotik, Sport und Musik. Der neue Name Hobbymesse steht für ein offenes Konzept, um auch neue Besucher und junge Zielgruppen anzusprechen.

### Termin
Die Hobbymesse Leipzig findet jedes Jahr am ersten Wochenende im Oktober statt, in der Regel drei Tage von Freitag bis Sonntag. Fällt der Feiertag des Tages der Deutschen Einheit am 3. Oktober auf einen Donnerstag, beginnt die Hobbymesse Leipzig schon am Donnerstag und dauert vier Tage bis Sonntag. Im Jahr 2020 musste die Messe wegen der COVID-19-Pandemie abgesagt werden. Im Jahr 2024 gab es eine einmalige Terminverschiebung auf den 20. bis 22. September. Im Jahr 2025 kehrt die Hobbymesse Leipzig zu ihrem Stammtermin Anfang Oktober zurück.

### Bedeutung
Die Hobbymesse Leipzig ist neben der Intermodellbau Dortmund und der Faszination Modellbau Friedrichshafen eine der drei wichtigsten Messen für Modellbau und Modelleisenbahnen in Deutschland. Modellbahnfreunde reisen aus ganz Deutschland, Polen und Tschechien an. Der Bundesverband Deutscher Eisenbahn-Freunde e. V. (BDEF) ist Partner der Messe und organisiert die internationale Anlagenschau innerhalb der Ausstellung.
Für die Spielebranche ist die Hobbymesse Leipzig das größte Branchenevent in der Region. Zu den Spielflächen gehört unter anderem die Spieleausleihe des Sächsischen Spielezentrums, wo Besucher rund tausend aktuelle Titel testen und an Turnieren teilnehmen können.
Die Hobbymesse Leipzig ist eine wichtige Veranstaltung der Freizeitbranche für die Präsentation der Herbstneuheiten und für den Auftakt des Weihnachtsgeschäfts.

### Spielerpreis der Hobbymesse Leipzig
Seit 2024 wird der Spielerpreis der Hobbymesse Leipzig verliehen. Für diesen Publikumspreis stimmen die Messebesucher über ihr Lieblingsspiel ab. Um den Preis können sich Verlage mit Spielen bewerben, die auf der Hobbymesse gespielt oder gekauft werden können.
Der Preis ist nicht dotiert, doch das Siegerspiel darf fortan das Siegel „Spielerpreis der Hobbymesse Leipzig“ tragen.

### Gewinner des Spielerpreises der Hobbymesse Leipzig
- 2024: Yokohama, Verlag: Elznir Games, Autor: Hisashi Hayashi[4]